# Jozef Gargulák
Jozef Gargulák (* 9. prosince 1941) je bývalý slovenský fotbalový obránce.

## Fotbalová kariéra
V československé lize hrál za ZVL Žilina. Nastoupil ve 143 utkáních a dal 5 gólů.

## Ligová bilance
| Ročník                                   | Zápasy | Góly | Minuty | Klub       |
| ---------------------------------------- | ------ | ---- | ------ | ---------- |
| 1. československá fotbalová liga 1966/67 | 16     | 0    | 1 440  | ZVL Žilina |
| 1. československá fotbalová liga 1967/68 | 11     | 1    | 965    | ZVL Žilina |
| 1. československá fotbalová liga 1968/69 | 15     | 0    | 1 198  | ZVL Žilina |
| 1. československá fotbalová liga 1969/70 | 23     | 1    | 1 965  | ZVL Žilina |
| 1. československá fotbalová liga 1970/71 | 25     | 1    | 1 966  | ZVL Žilina |
| 1. československá fotbalová liga 1971/72 | 6      | 0    | 405    | ZVL Žilina |
| 1. československá fotbalová liga 1972/73 | 3      | 0    | 263    | ZVL Žilina |
| 1. československá fotbalová liga 1973/74 | 20     | 0    | 1 658  | ZVL Žilina |
| 1. československá fotbalová liga 1974/75 | 24     | 2    | 1 598  | ZVL Žilina |
| CELKEM I. LIGA                           | 143    | 5    | 11 458 |            |